# Condado de Mortain

Mortain en un mapa histórico de Normandía.

El condado de Mortain es un antiguo condado medieval centrado en la ciudad de Mortain (La Mancha). Su creación se remonta probablemente al primer cuarto del siglo XI cuando el duque de Normandía Ricardo II instaló condes en los márgenes de su ducado. Hacia 1015, se colocó por primera vez un conde en Avranches. Avranchin, cerca de la frontera con el ducado de Bretaña, sufrió a menudo incursiones bretonas y angevinas. Por otro lado, al estar situado en el extremo suroeste del ducado, el condado sirvió como relevo de la autoridad ducal. Antes de 1050, el Mortenés fue desmembrado de Avranchin para formar una entidad independiente, frente al condado de Maine.
Los duques de Normandía nombraron a miembros de su familia como condes. Es bastante difícil saber quién fue el primer conde de Mortain porque, antes de 1040, los documentos no mencionan a los condes con su lugar de asentamiento, y el título de conde no es de uso común.
El condado no tenía mucha autonomía a diferencia de, por ejemplo, el condado de Eu. Fue una unidad política coherente desde mediados del siglo XI hasta el siglo XIII. Permaneció en estrecha relación con el poder ducal hasta que fue parcialmente descompuesto por San Luis en abril de 1235. Mortain, así como el condado vecino de Domfront, fueron divididos entre Matilde de Dammartin, condesa de Boulogne, que recibió un tercio del territorio, y el rey, que se quedó con el resto.

## Geografía
El feudo de Mortain tenía en su centro el amplio valle del Sélune, llamado Val de Mortain. También incluía los ingresos de la feria de Montmartin, y en la época de Esteban de Blois y luego de su hijo Guillaume (v. 1006-1106), parece incluir la propia ciudad de Coutances. Antes de 1106, este feudo también incluía un grupo de tierras agrupadas en torno al castillo de La Haye-du-Puits, en el norte de Cotentin.

### Plazas fuertes
Se dice que Guillaume I de Normandía construyó el primer castillo fortificado de Mortain. Roberto de Mortain, medio hermano de Guillermo el Conquistador, construyó o fortificó fortalezas en Mortain, Saint-Hilaire-du-Harcouët, Le Teilleul y Tinchebray. Otros lugares fortificados importantes del condado son los castillos de Saint-James-de-Beuvron y de Cérences.

## Historia del condado

### Creación
En 933, el rey de Francia, Carlos el Simple, abandonó a Guillermo I de Normandía el Cotentin y el Avranchin previamente concedidos por los francos a los bretones. En esta fecha, el Ducado de Normandía cubría aproximadamente la provincia eclesiástica de Ruán, es decir, casi toda la región actual. Pero no es seguro que su líder dominara realmente todo este territorio. Hasta el reinado de Ricardo I (942-996), la mitad occidental parece escapar a la autoridad de los condes normandos instalados en Ruán. Los normandos probablemente sólo consiguieron dominar Mortain y su región después de numerosas luchas contra sus vecinos bretones y Manceaux.
En los primeros años del XI XI. siglo, Roberto de Avranches, hijo ilegítimo de Richard I de Normandía, considerado el primer conde de Mortain, se estableció en el castillo de Mortain. Para Jacques Boussard:«La constitución del señorío de Mortain parece coincidir con el final de las guerras del duque de Normandía (Roberto I el Magnífico) y del duque de Bretaña en el momento en que la frontera de los dos ducados se fijó definitivamente en Couesnon».

### Un condado estratégico
A finales de los años 1050, Guillermo el Conquistador, después de haber depuesto al conde de Mortain, Guillaume Guerlenc, puso a su medio hermano Roberto de Mortain a la cabeza del condado. Entonces necesita un hombre de confianza para controlar este territorio estratégico. De hecho, a mediados del siglo XI, el condado de Mortain es una zona estratégica del ducado ya que limita con el ducado de Bretaña, el condado de Maine y el señorío de Bellême. También está cerca de los importantes centros eclesiásticos de Avranches y Coutances. Bellême es un territorio de dudosa lealtad, casi independiente, en las fronteras de Maine, Blois y el dominio real.
Robert fortalece su posición construyendo varios castillos: en Mortain, Saint-Hilaire-du-Harcouët, Le Teilleul y Tinchebray. Estos castillos son los componentes de una formidable línea de defensa de la frontera suroeste del ducado. En 1082, conquistó el castillo de Gorron en Maine, lo que le proporcionó una base de avanzada ideal contra Foulque IV de Anjou conocido como Réchin.
Godofredo V de Anjou, el marido de Matilde el Emperador, atacó Normandía en 1137 y 1141. Mortain estaba obviamente en primera línea, y el condado de Mortain y Avranchin fueron conquistados en 1142 por Enrique de Fougères. Godofredo se convirtió en duque de Normandía de jure uxoris en 1144.
Cuando Enrique II de Inglaterra subió al trono en 1154, el condado se encontró entonces ahogado en el inmenso imperio angevino. Habiendo perdido su valor estratégico, ya no desempeña un papel de prerrogativa. Así, cuando Ricardo Corazón de León sucedió a su padre Enrique II, en 1189, cedió el condado y el título de Conde de Mortain a su hermano Juan I de Inglaterra, así como 4.000 libras de tierras del reino, convirtiéndolo en uno de los principales barones de Normandía.

### Paso bajo el control del rey de Francia.
Después de la invasión de Normandía en 1204, el rey Felipe Augusto rara vez se aventuró al oeste del ducado. Llegó a Mortain por primera vez en 1211, pero acompañado de un ejército.
Tras la revuelta de Renaud de Dammartin, Pierre du Thillay, alguacil francés afincado en Caen, tomó rápidamente el control del condado. A partir de 1212, se reunió allí con su yerno Eudes du Tremblay, señor real de Mortain. Pierre du Thillay supervisó los asuntos del condado durante algunos años antes de que el rey se lo entregara a su hijo natural, Philippe Hurepel, y le hiciera casarse con la hija de Renaud, Mathilde de Dammartin. A partir de este momento, la administración del conde retomó su rumbo.
El 14 de mayo de 1335, Felipe VI de Valois erige el condado de Mortain como condado par de Francia. Por el tratado de Villeneuve-lès-Avignon (14 de marzo de 1336) fue cedido por Felipe VI de Francia a los reyes navarros Juana II y Felipe III, junto con el condado de Angulema y Longueville, a cambio de los derechos que estos podían alegar sobre Champaña.
Hacia finales de 1354, el rey Carlos V de Francia decide la confiscación de todos los dominios en Francia del rey Carlos II de Navarra.El rey envía sus tropas a tomar posesión de las tierras y castillos de Carlos, y la mayoría de las plazas se rinden. Cherburgo, Avranches, Gavray, Évreux, Pont-Audemer et Mortain resisten. Las guarniciones de sus castillos y plazas fuertes se componen de navarros leales al rey de Navarra, y no reconocen al rey de Francia.
En 1481 Carlos V de Anjou, rey de Sicilia, murió dejando en su testamento todos sus bienes a la corona de Francia. Por tercera vez, Mortain regresó con los reyes de Francia.
Por contrato celebrado en 1529 entre François A mí y a Luisa de Borbón, princesa de La Roche-sur-Yon (en nombre de sus hijos menores), el rey nos cedió el condado de Mortain y el vizcondado de Auge con derechos y dependencia, a cambio de las villas de Leuze y Condé. Por tanto, el condado (y el Auge) quedaron adscritos a la posesión del ducado de Montpensier, que pasó al patrimonio de la casa de Orleans.

## Economía
Sabemos que en la región de Mortain se cultivaba el trigo a finales del siglo XI. La cría de animales estaba muy extendida y constituía el principal recurso económico de la región. La vid también estuvo presente, especialmente en Mortain y Teilleul.